# Línjì Yìxuán

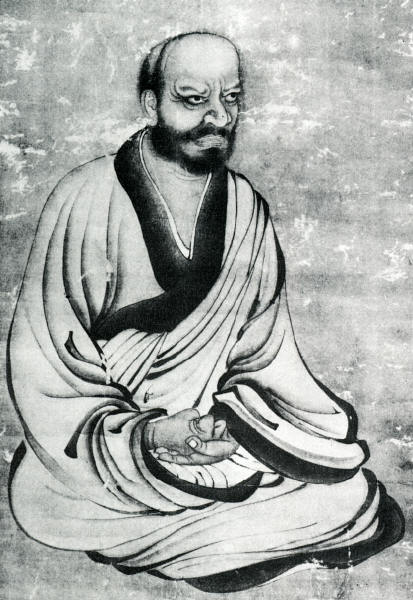
Línjì Yìxuán (臨濟義玄; giapponese: Rinzai Gigen) in un dipinto dell'artista giapponese Genro Suio (1717-1789) conservato presso il New Orleans Museum of Art. Da notare che per quanto Línjì sieda nella postura meditativa detta zazen, la mudrā che formano le due mani non è quella relativa alla meditazione, la mano destra è infatti serrata in un pugno.

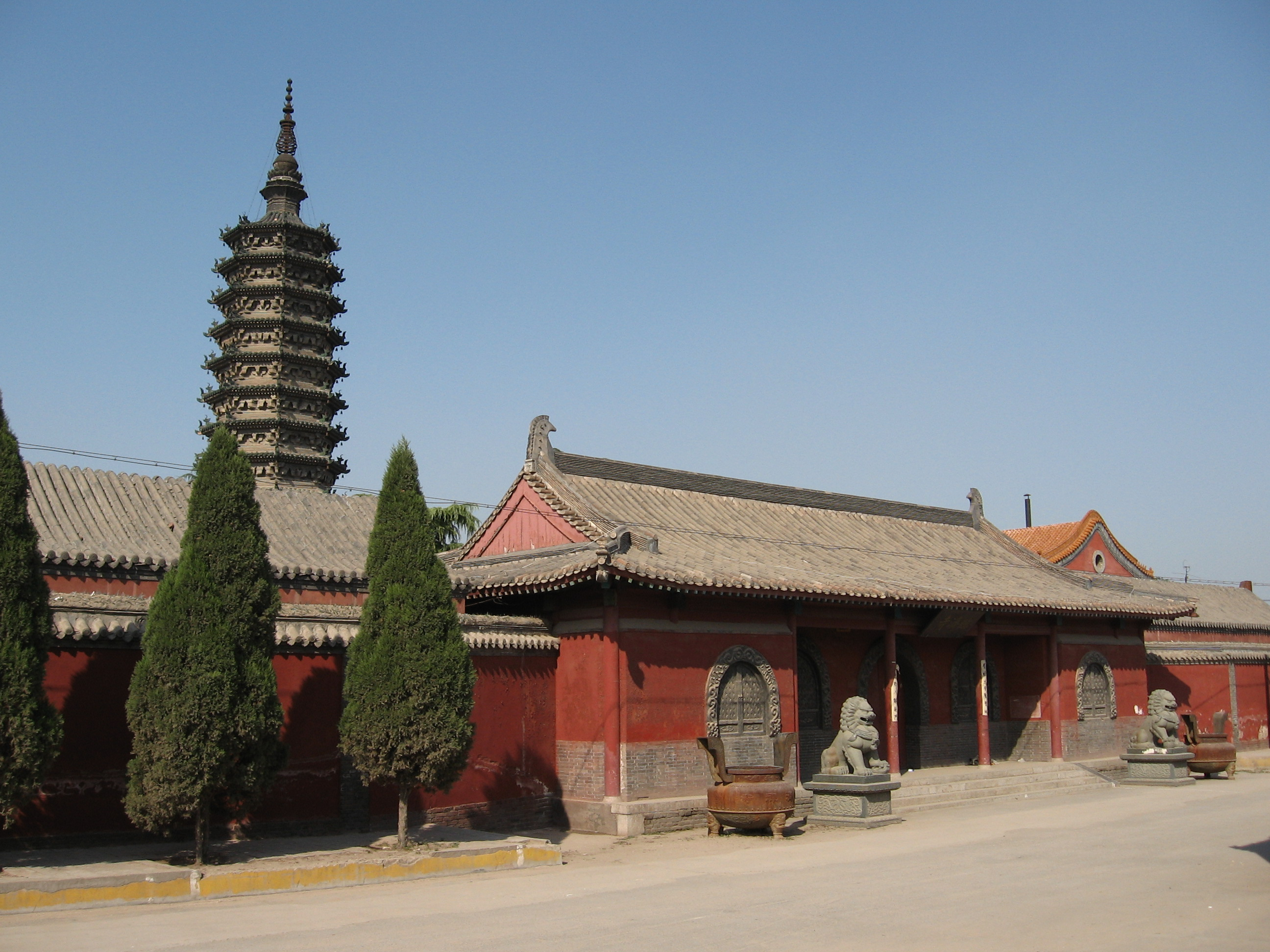
Il tempio di Línjì a Zhengding (provincia di Hebei) dove Línjì Yìxuán si stabilì di ritorno dal tempio di Da'an dove aveva ricevuto gli insegnamenti di Huángbò Xīyùn e da dove promosse la sua scuola.

(Línjì Yìxuán. Línjí lù  ( 臨濟錄, T.D. 1958))
Linji Yixuan (臨濟義玄 Línjì Yìxuán, anche: Lin-chi I-hsüan. In giapponese: Rinzai Gigen; ... – 867) è stato un monaco buddista cinese, e l'eponimo fondatore della scuola buddista cinese Chán Línjì, una delle cinque più importanti scuole buddiste Chán, conosciuta in Giappone come scuola Zen Rinzai e in Corea come Imje jong.

## La vita
Originario della città di Caozhou (oggi Heze nello Shandong), il nome della famiglia di Línjì era Xíng (邢). Línjì entrò giovanissimo nel locale monastero buddista dedicandosi allo studio dei sutra.
All'età di venti anni, determinato a vivere personalmente l'esperienza di queste dottrine religiose, Línjì compì un viaggio di duemila chilometri lungo la Cina meridionale giungendo nel tempio di Da'an (大安寺) nella città di Hongzhou (洪州) dove risiedeva il maestro di scuola Chán Huángbò Xīyùn (黃檗希運, ?-850). Línjì visse per i successivi tre anni nel monastero di Da'an seguendo le lezioni pubbliche di Huángbò finché una sera il monaco anziano Mùzhōu Dàomíng (睦州道明 anche Mùzhōu Dàozōng 睦州道蹤, anche Chen Zunsu 陳尊宿, 780-877) riconosciute le qualità di Línjì gli consigliò di andare a fare un colloqui privato (獨參 dúsān; giapp. dokusan) con il maestro.
Il commento di Yuánwù Kèqín (圜悟克勤, 1063–1135) all'unidicesimo  gōng-àn (公案) del Bìyán lù (碧巖錄, giapp. Hekigan roku, "Raccolta della Roccia blu", una raccolta di cento  gōng-àn della scuola Chán, T.D. 2003, composto nel 1125) così riporta l'incontro tra Línjì e Huángbò:
(Dal commento di Yuánwù Kèqín (圜悟克勤, 1063–1135) all'undicesimo  gōng-àn (公案) del Bìyán lù (碧巖錄, giapp. Hekigan roku, "Raccolta della Roccia blu"))
Dopo un'ulteriore formazione presso il maestro Huángbò, Línjì lasciò il tempio di Da'an per tornare verso Nord dove raggiunse Zhengding (provincia di Hebei), soggiornando come maestro presso il locale tempio, che successivamente prese il suo nome, e dove morì (entrò nel qiānhuà 遷化, ovvero nella trasformazione) nell'867.

## Gli insegnamenti
Secondo lo Zǔtángjí Línjì Yìxuán fu un monaco che seguì il normale corso di formazione religiosa proprio dell'epoca, interessandosi in modo particolare agli insegnamenti della scuola Wéishì ( 唯識宗, scuola della "Sola Rappresentazione" conosciuta anche come scuola Fǎxiāng) ciò risulterà evidente nei suoi successivi scritti tesi a dimostrare la natura rappresentativa e mentale della Realtà, dottrina da lui considerata a fondamento del Buddismo. Anche la dottrina buddista dell'abbandonare le forme di "attaccamento" (sanscrito: tṛṣṇā, cinese: 愛 ài) nell'insegnamento di Línjì assume una rilevanza particolare e tale insegnamento riguarda ogni ambito delle attività umane compreso il progresso spirituale il cui "attaccamento" è sempre e comunque una forma di brama e avidità.